# Болотяний потік
Болотяний потік (словац. Blatný potok) — річка в Словаччині, ліва притока Турні, протікає в окрузі Кошиці-околиця.
Довжина — 14 км. Витік знаходиться в масиві Внутрішні Західні Карпати — на висоті 945 метрів. Протікає територією сіл Задіел, Дворники-Вчеларе і Яник.
Впадає в Турню на висоті 428 метрів.